# Penguin Classics
Penguin Classics — книжная серия издательства Penguin Books. Произведения серии выходили в Австралии, Великобритании, Индии, Ирландии, Канаде, Китае, Новой Зеландии, США и Южной Африке.

## История
Первой книгой серии стал перевод гомеровской «Одиссеи» Эмиля Виктора Рью, выпущенный в 1946 году. В издательстве не все одобряли публикацию перевода. Были сомнения, что обычному читателю Penguin подобные сложные произведения будут не нужны и не интересны. Вопреки опасениям «Одиссея» оказалась бестселлером, выдержала множество переизданий и сохраняла рекорд продаж пятнадцать лет — до 1960 года. Рью стал главным редактором Penguin Classics; для переводов он приглашал писателей вроде Роберта Грейвса и Дороти Сэйерс, чтобы избежать «архаичного аромата и иностранных идиом, сделавших многие существующие переводы отталкивающими для современного вкуса».
В книгах серии литературные критики видели важных участников западного канона, однако большую часть книг в ней составляли переводы. Это изменилось в 1986 году, когда была присоединена книжная серия Penguin English Library.

## Книжные серии
За историю Classics выходили и специализированные серии:
- Penguin Nature Classics
- Penguin Modern Classics
- Penguin 20th Century Classics
- Penguin Enriched Classics[4].
- Penguin Popular Classics

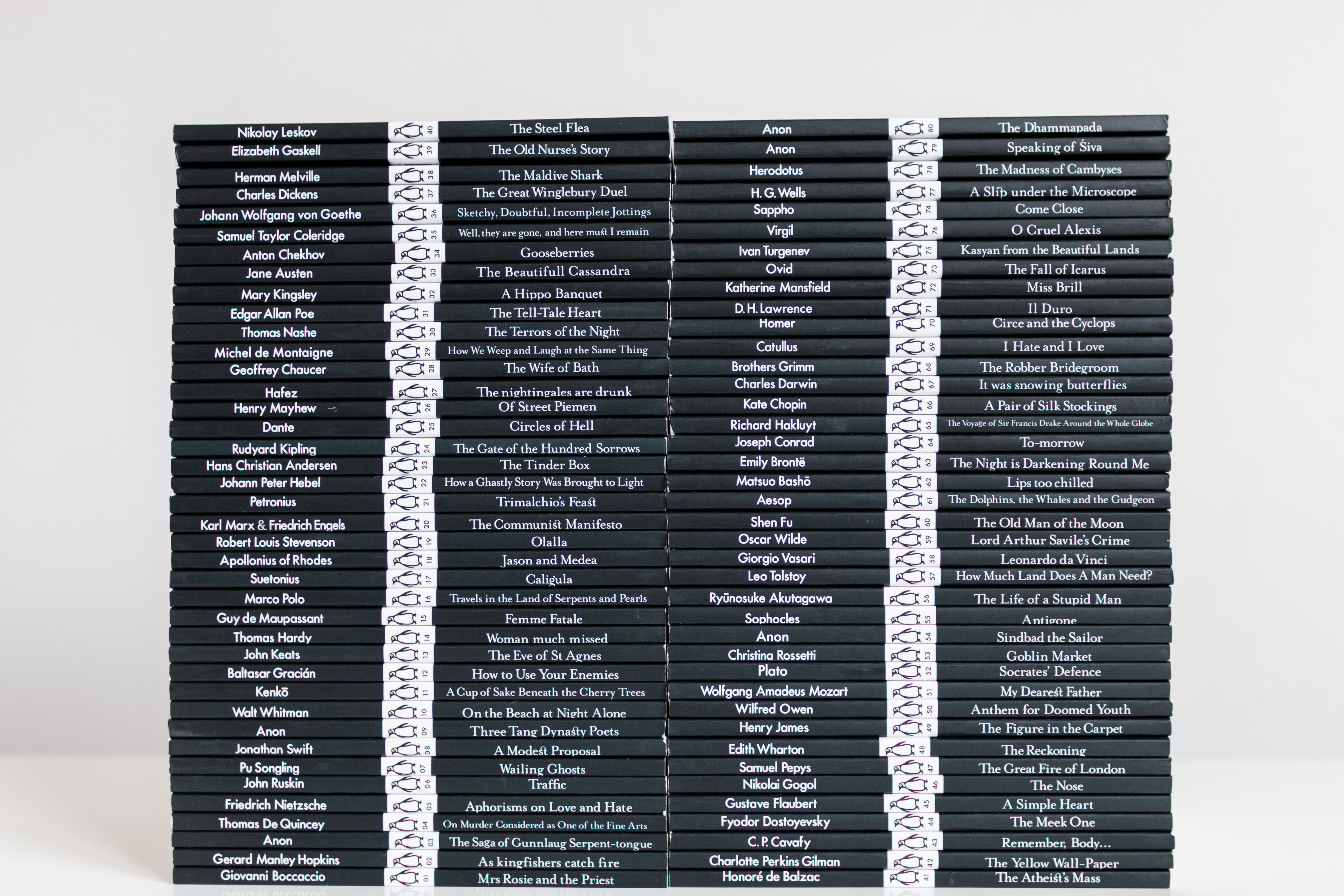
Вышедшая в 2015 году юбилейная серия из 80 книг Little Black Classics

- Penguin Designer Classics — в честь 60-летия Penguin Classics в 2007 году ограниченным тиражом в 1000 экземпляров вышли пять классических произведений мировой литературы («Идиот», «Любовник леди Чаттерлей», «Мадам Бовари», «Ночь нежна», «Преступление и наказание»)[5][6].
- Pennguin Little Black Classics.
- Pocket Penguins — начала выходить в 2016 году. Серия повторяет стиль оригинальных Penguin Books, c меньшей обложкой и дизайном tri-band. Первые двадцать книг вышло в мае 2016 году, руководитель издательства Simon Winder назвал их «смесью известных и незаслуженно забытых»[7][8][9].

## Полная коллекция
В 2005 году неполная коллекция книг серии «The Penguin Classics Library Complete Collection» была выставлена в продажу на Amazon.com. Серия содержала 1082 книги и стоила 7 989 долларов США.
В 2008 году Penguin Books выпустило полный аннотированный список названий выпусков Penguin Classics единой книгой.
Существовавший в Торонто самый большой книжный магазин весь свой второй этаж посвятил книгам этой серии.

## Скандалы
В 2013 году в серии Penguin Classics вышла «Автобиография» певца Стивена Моррисси. Споры возникли по поводу автоматического включения этого произведения в статус признанной классики, что могло размыть бренд всей серии.